# Angliers (Charente-Maritime)
Angliers ist eine französische Gemeinde mit 1.366 Einwohnern (Stand: 1. Januar 2022), die im Département Charente-Maritime und in der Region Nouvelle-Aquitaine (vor 2016: Poitou-Charentes) liegt. Sie gehört zum Arrondissement La Rochelle und zum Kanton Marans. Die Einwohner werden Anglésiens genannt.

## Geografie
Angliers liegt etwa 14 Kilometer ostnordöstlich von La Rochelle am Canal du Curé. Das Gemeindegebiet liegt im Regionalen Naturpark Marais Poitevin. Umgeben wird Angliers von den Nachbargemeinden Longèves im Nordwesten und Norden, Nuaillé-d’Aunis im Nordosten, Saint-Sauveur-d’Aunis im Osten, Anais im Südosten sowie Vérines im Süden und Westen.
Durch den Norden der Gemeinde führt die Route nationale 11.

## Bevölkerungsentwicklung
| 1962                       | 1968 | 1975 | 1982 | 1990 | 1999 | 2006 | 2019 |
| -------------------------- | ---- | ---- | ---- | ---- | ---- | ---- | ---- |
| 195                        | 199  | 195  | 272  | 310  | 364  | 664  | 1147 |
| Quellen: Cassini und INSEE |      |      |      |      |      |      |      |

## Sehenswürdigkeiten
- Kirche Saint-Pierre mit Taufbecken aus dem 17. Jahrhundert
- Ehemalige Mühle

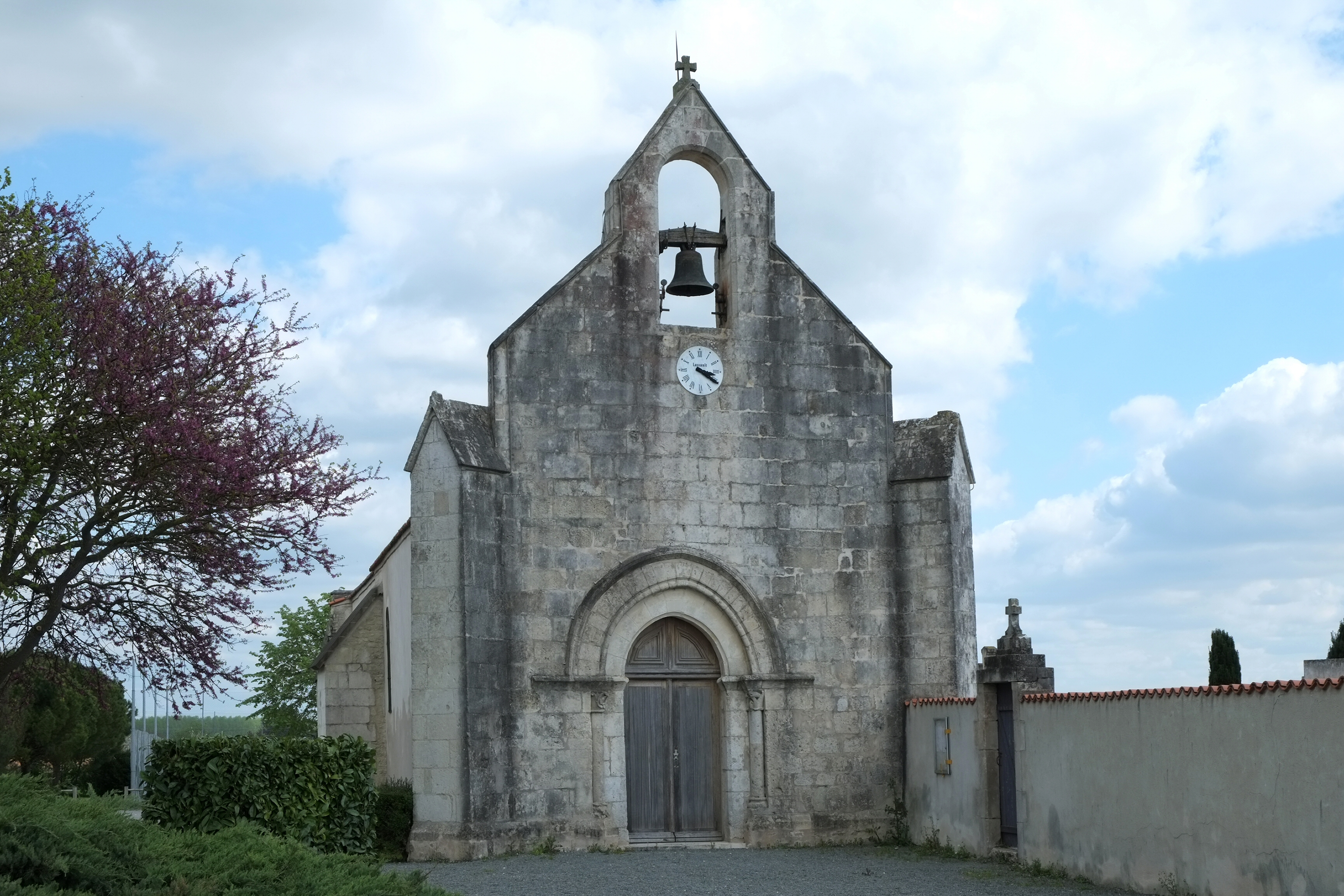
Kirche Saint-Pierre
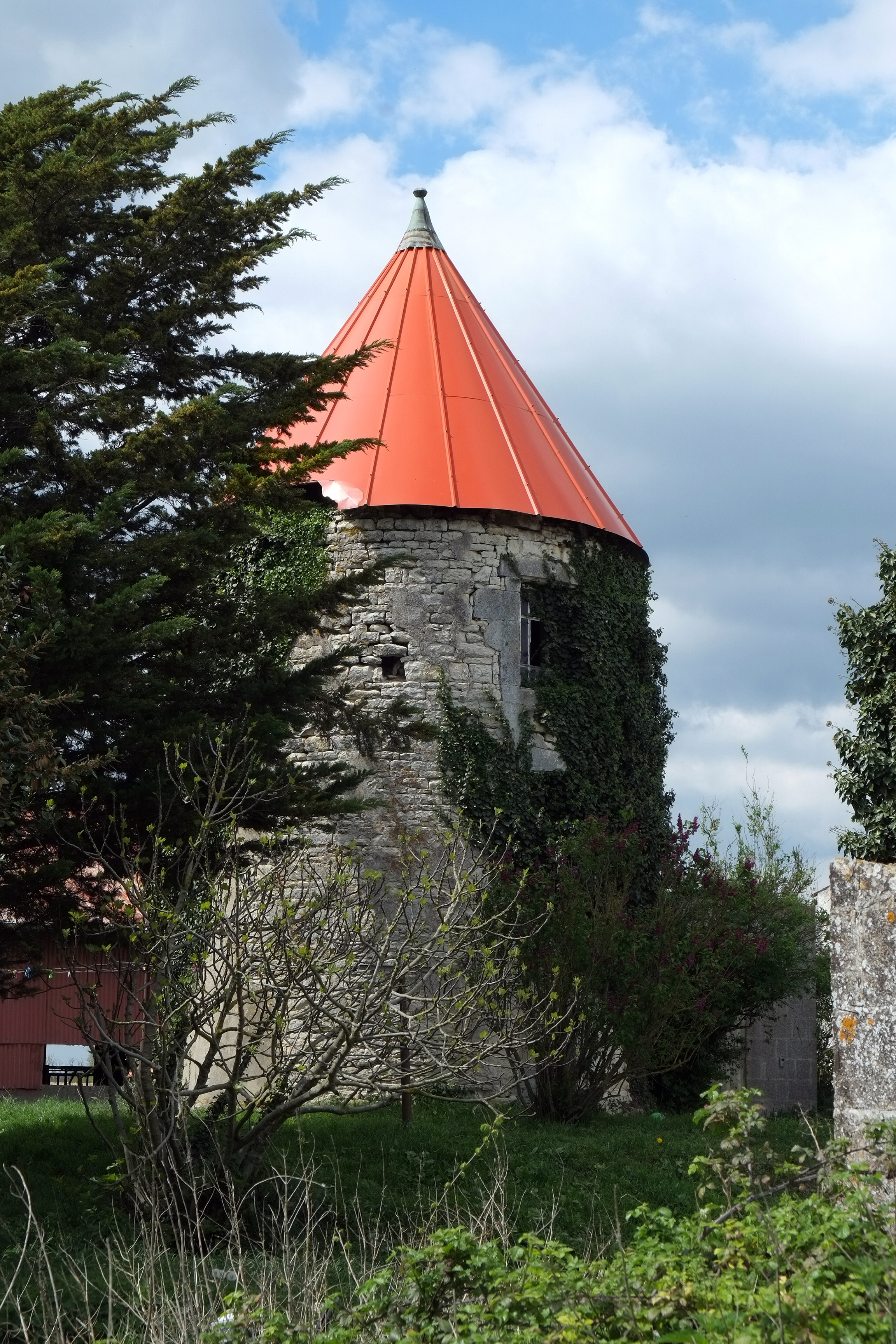
Ehemalige Mühle